# Championnat de Malte de football 2016-2017
Navigation
Saison 2015-2016 Saison 2017-2018
La saison 2016-2017 de Premier League Maltaise (appelé BOV Premier League pour des raisons de parrainage) est la 102e édition du championnat de Malte de football. Le plus haut niveau du football maltais, organisé par la Malta Football Association, opposera cette saison douze clubs en une série de  matchs aller et retour au sein d'une poule unique. À la fin de cette première phase, les points sont divisés par deux puis chaque équipe rencontre une seule fois les onze autres équipes. Le championnat se joue entre le 19 août 2016 et le 3 mai 2017.
Le vainqueur est sacré champion de Malte et se qualifie pour le Ligue des champions de l'UEFA 2016-2017, le deuxième et le troisième se qualifient pour la Ligue Europa 2016-2017. Le douzième est relégué en seconde division maltaise tandis que le onzième dispute un match de barrage contre le troisième de seconde division.
Lors de cette saison, Valletta FC défend son titre face à onze autres équipes dont deux promus de First Division 2016-2017 que sont Gzira United FC et Hamrun Spartans FC.

## Équipes participantes
Après la saison 2015-2016, deux équipes ont été relégués en First division : Qormi FC en tant que douzième du championnat et Naxxar Lions FC en tant que onzième du championnat, qui sont remplacées par Gzira United FC en tant que champion de deuxième division et Naxxar Lions FC en tant que second de deuxième division. Le maintien du St. Andrews FC s'est joué lors d'un barrage de promotion-relégation contre le troisième de deuxième division Senglea Athletic FC sur le score de deux buts à un.
Légende des couleurs
- Ligue des champions 2016-2017
- Ligue Europa 2016-2017
- Promu de First division 2015-2016

| Club                | Classement 2015-2016 |
| ------------------- | -------------------- |
| Valletta FC         | 1er                  |
| Hibernians FC       | 2e                   |
| Birkirkara FC       | 3e                   |
| Balzan FC           | 4e                   |
| Floriana FC         | 5e                   |
| Tarxien Rainbows FC | 6e                   |
| Sliema Wanderers FC | 7e                   |
| Pembroke Athleta FC | 8e                   |
| Mosta FC            | 9e                   |
| St. Andrews FC      | 10e                  |
| Gzira United FC     | 1er (First division) |
| Hamrun Spartans FC  | 2e (First division)  |

## Compétition

### Format
Chacune des douze équipes participant au championnat s'affronte en une série de  matchs aller et retour au sein d'une poule unique. À la fin de cette première phase, les points sont divisés par deux puis chaque équipe rencontre une seule fois les onze autres équipes. Le douzième est relégué en First division 2016-2017 tandis que le onzième dispute un match de barrage contre le troisième de seconde division.
À partir de la prochaine saison le championnat se disputera avec 14 équipes.

### Classement
Les équipes sont classées selon leur nombre de points, lesquels sont répartis comme suit : trois points pour une victoire, un point pour un match nul et zéro point pour une défaite. Pour départager les égalités, les critères suivants sont utilisés :
1. Différence de buts générale
2. Nombre de buts marqués

Si ces critères ne permettent pas de départager les équipes à égalité, celles-ci occupent donc la même place au classement officiel. Si deux équipes sont à égalité parfaite au terme du championnat et que le titre de champion, la qualification à une compétition européenne ou la relégation sont en jeu, les deux équipes doivent se départager au cours d'un match d'appui disputé sur terrain neutre.
| \| Rang \| Équipe \| Pts \| J \| G \| N \| P \| Bp \| Bc \| Diff \| \| ---- \| -------------------- \| --- \| -- \| -- \| -- \| -- \| -- \| -- \| ---- \| \| 1 \| Hibernians FC \| 71 \| 33 \| 22 \| 5 \| 6 \| 64 \| 31 \| +33 \| \| 2 \| Balzan FC \| 64 \| 33 \| 19 \| 7 \| 7 \| 66 \| 40 \| +26 \| \| 3 \| Birkirkara FC1 \| 62 \| 33 \| 18 \| 8 \| 7 \| 64 \| 30 \| +34 \| \| 4 \| Valletta FC T S \| 59 \| 33 \| 16 \| 11 \| 6 \| 51 \| 29 \| +22 \| \| 5 \| Floriana FCC \| 54 \| 33 \| 15 \| 9 \| 9 \| 51 \| 37 \| +14 \| \| 6 \| Sliema Wanderers FC \| 52 \| 33 \| 15 \| 7 \| 11 \| 47 \| 37 \| +10 \| \| 7 \| Gzira United FC P \| 37 \| 33 \| 10 \| 7 \| 16 \| 43 \| 51 \| -8 \| \| 8 \| St. Andrews FC \| 37 \| 33 \| 9 \| 10 \| 14 \| 45 \| 51 \| -6 \| \| 9 \| Tarxien Rainbows FC \| 35 \| 33 \| 8 \| 11 \| 14 \| 38 \| 48 \| -10 \| \| 10 \| Hamrun Spartans FC P \| 33 \| 33 \| 9 \| 6 \| 18 \| 44 \| 61 \| -17 \| \| 11 \| Mosta FC3 \| 21 \| 33 \| 7 \| 5 \| 21 \| 29 \| 71 \| -42 \| \| 12 \| Pembroke Athleta FC \| 18 \| 33 \| 4 \| 6 \| 23 \| 28 \| 84 \| -56 \| | Qualifications européennes - 1er : 1er tour de qualification en Ligue des champions 2017-2018 - 2e,3e et C : 1er tour de qualification en Ligue Europa 2017-2018 Relégations - 11e : Barrage de relégation en First Division 2017-2018 - 12e : Relégation en First Division 2017-2018 Abréviations - T : Tenant du titre - C : Vainqueur de la FA Trophy 2016-2017 - S : Vainqueur de la Supercoupe 2016-2017 - P : Promu de First Division 2015-2016 |     |    |    |    |    |    |    |      |
| Rang | Équipe | Pts | J  | G  | N  | P  | Bp | Bc | Diff |
| 1 | Hibernians FC | 71  | 33 | 22 | 5  | 6  | 64 | 31 | +33  |
| 2 | Balzan FC | 64  | 33 | 19 | 7  | 7  | 66 | 40 | +26  |
| 3 | Birkirkara FC1 | 62  | 33 | 18 | 8  | 7  | 64 | 30 | +34  |
| 4 | Valletta FC T S | 59  | 33 | 16 | 11 | 6  | 51 | 29 | +22  |
| 5 | Floriana FCC | 54  | 33 | 15 | 9  | 9  | 51 | 37 | +14  |
| 6 | Sliema Wanderers FC | 52  | 33 | 15 | 7  | 11 | 47 | 37 | +10  |
| 7 | Gzira United FC P | 37  | 33 | 10 | 7  | 16 | 43 | 51 | -8   |
| 8 | St. Andrews FC | 37  | 33 | 9  | 10 | 14 | 45 | 51 | -6   |
| 9 | Tarxien Rainbows FC | 35  | 33 | 8  | 11 | 14 | 38 | 48 | -10  |
| 10 | Hamrun Spartans FC P | 33  | 33 | 9  | 6  | 18 | 44 | 61 | -17  |
| 11 | Mosta FC3 | 21  | 33 | 7  | 5  | 21 | 29 | 71 | -42  |
| 12 | Pembroke Athleta FC | 18  | 33 | 4  | 6  | 23 | 28 | 84 | -56  |

Source : Classement officiel sur le site de la Fédération de Malte de football
1. Birkirkara n'a pas obtenu de licence Uefa
2. Floriana qualifié en Ligue Europa en tant que vainqueur de Coupe
3. Mosta sanctionné de -5 points

### Résultats
Source : Résultats officiel sur le site de la Fédération de Malte de football

### Barrage de promotion-relégation
À la fin de la saison, un match de barrage de promotion-relégation oppose le dixième de première division au troisième de deuxième division.
| 12 mai 2017 | Mosta | 3-1 | Qormi |                            |                            |
| 19h30       |       |     |       | National Stadium, Ta' Qali | National Stadium, Ta' Qali |

### Leader par journée
La frise suivante montre l'évolution des équipes ayant successivement occupé la première place :

### Lanterne rouge par journée
La frise suivante montre l'évolution des équipes ayant successivement occupé la dernière place :

## Statistiques

### Buts marqués par journée
Ce graphique représente le nombre de buts marqués lors de chaque journée.

### Classement des buteurs
Source : Classement officiel sur le site de la Fédération de Malte de football

## Bilan de la saison
| Championnat de Malte de football 2016-2017      |                                   |
| Champion                                        | Hibernians FC (12e titre)         |
| Coupes et trophées                              |                                   |
| Vainqueur de la Coupe de Malte 2016-2017        | Floriana FC                       |
| Qualifications continentales                    |                                   |
| Ligue des champions de l'UEFA 2017-2018         | Hibernians FC                     |
| Ligue Europa 2017-2018                          | Balzan FC Valletta FC Floriana FC |
| Promotions et relégations                       |                                   |
| Promus en Championnat de Malte de football D1   | Lija Athletic Football Club       |
| Promus en Championnat de Malte de football D1   | Naxxar Lions Football Club        |
| Promus en Championnat de Malte de football D1   | Senglea Athletic Football Club    |
| Relégués en Championnat de Malte de football D2 | Pembroke Athleta FC               |